# WS-Choreography Interface
Web Service Choreography Interface (abgekürzt WSCI) ist eine XML-basierende Schnittstellenbeschreibungssprache für den Fluss von Nachrichten bei
choreographierenden Interaktionen zwischen Webservices. Der Standard ist im Kontext von WS-* einzuordnen.